# Benedetto Menni
Benedetto Menni, OH, rodným jménem Angelo Ercole Menni Figini (11. března 1841, Milán – 24. dubna 1914, Dinan) byl italský římskokatolický kněz a řeholník Hospitálského řádu svatého Jana z Boha, zakladatel kongregace Špitálních sester Nejsvětějšího Srdce Ježíšova. Katolická církev jej uctívá jako světce.

## Život

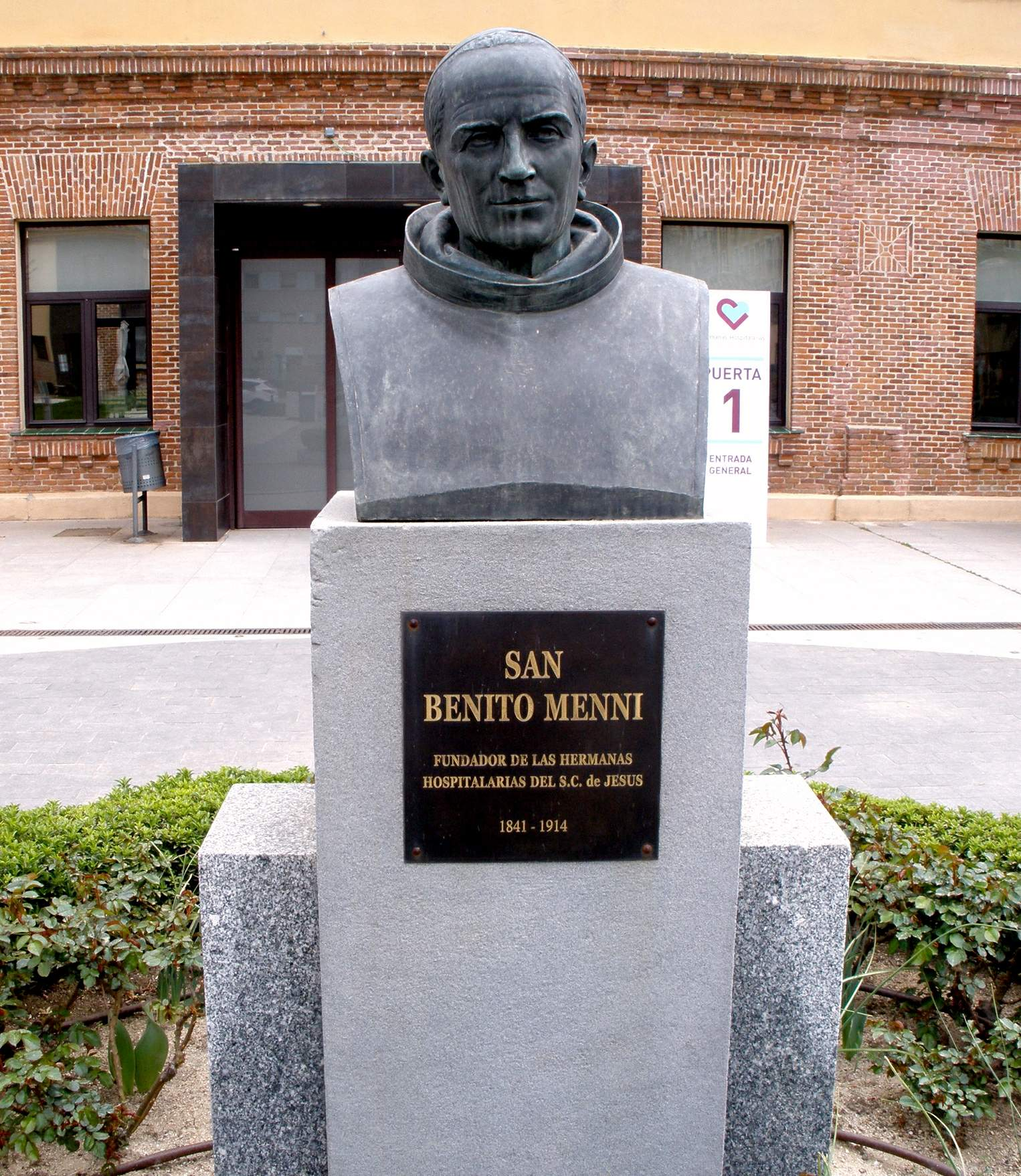
Jeho busta v Madridu

Narodil se dne 11. března 1841 v Miláně jako páté z patnácti dětí rodičům Luigimu Mennimu a Luise Figini. Pokřtěn byl několik dní po svém narození. Jako dítě byl známý svou silou ducha a intelektuálními schopnostmi.
Již během dospívání pocítil povolání po zasvěceném životě. V té době pracoval v bance, kde mu bylo falšovat záznamy, což odmítl a rezignoval na svůj post. V roce 1858 se piemontské a francouzské jednotky střetly s rakouskými jednotkami poblíž Milána, načež se dobrovolně přihlásil k práci odnašeče a ošetřovatele raněných z bojiště v bitvě u Magenty. Tato služba jej přivedla k řádu milosrdných bratří, s jehož členy zde spolupracoval. V roce 1860 v řádu zahájil svůj noviciát a roku 1864 složil řeholní sliby. Přijal řeholní jméno Benedikt.
Studoval filozofii a teologii v Lodi a později v Římě. Po dokončení těchto studií byl roku 1866 vysvěcen na kněze. Roku 1867 byl poslán do oblasti Španělska a Portugalska, aby pracoval na obnovení svého řádu zde poté, co se zde uklidnily politické poměry. Jeho prvním počinem po odcestování bylo zřízení dětské nemocnice v Barceloně. V průběhu dalších let založil ve Španělsku a Portugalsku další dobročinné instituce.
Po svržení královny Isabely II. v roce 1868 bylo spuštěno opětovné pronásledování jeho řádu, kterého byl ve Španělsku ustanoven představeným. V tomto období se stal objektem neustálých hrozeb. Aby se zotavil z nemoci, kterou tou dobou trpěl, přestěhoval se do Marseille ve Francii, ale později se vrátil do Španělska, aby pomáhal obětem třetí karlistické války.
Po příjezdu do Granady v roce 1878 se setkal se dvěma ženami, Maríí Josefou Recio Martín a Maríí Angustias Giménez, které zde v roce 1881 zřídily ženskou nemocnici. Jejich práce jej inspirovala k založení nové ženské řeholní kongregace, pročež 31. května 1881 založil v Madridu kongregaci Špitálních sester Nejsvětějšího Srdce Ježíšova. Jím založená kongregace má za cíl poskytování péče všem potřebným lidem. Působení sester z této kongregace však nebylo zprvu jednoduché, například jeden pacient zabil v roce 1883 jednu z jejích řeholnic. Založil také ve Španělsku několik psychiatrických léčeben.
V roce 1890 začal reformovat svůj řád v Portugalsku a zřídil několik nemocnic a domovů pro kněze v Lisabonu. V roce 1905 se zúčastnil generální kapituly svého řádu v Římě, načež se opět vrátil do Španělska. Roku 1911 byl zvolen generálním představeným svého řádu. Byl křivě obviněn z násilí proti pacientovi, který trpěl demencí, a čelil trestnímu soudu v Madridu. Odmítl právní zastoupení pro sebe, ale ustoupil na příkaz madridského biskupa. Zprávy o případu se také dostaly do Říma a v důsledku toho se rozhodl 20. června 1912 rezignovat na funkci generálního představeného.
V posledních letech utrpěl mrtvici a rozvinula se u něj demence. Vzhledem k těmto zdravotním problémům požádal, aby strávil zbytek života v Dinan ve Francii, kde dne 24. dubna 1914 zemřel. Jeho ostatky byly po velkém pohřbu přeneseny do Španělska, kde jsou uchovávány v řeholním domě jím založené kongregace v Ciempozuelos.

## Úcta
Jeho beatifikační proces započal dne 26. února 1964, čímž obdržel titul služebník Boží. Dne 11. května 1982 jej papež sv. Jan Pavel II. podepsáním dekretu o jeho hrdinských ctnostech prohlásil za ctihodného. Dne 14. prosince 1984 byl uznán první zázrak na jeho přímluvu, potřebný pro jeho blahořečení.
Blahořečen pak byl dne 23. června 1985 na Svatopetrském náměstí papežem sv. Janem Pavlem II. Dne 26. března 1999 byl uznán druhý zázrak na jeho přímluvu, potřebný pro jeho svatořečení. Svatořečen pak byl dne 21. listopadu 1999 v bazilice sv. Petra papežem sv. Janem Pavlem II.
Jeho památka je připomínána 24. dubna. Bývá zobrazován v řeholním oděvu. Je patronem jím založené kongregace.